# Johnny Weir
John Garvin "Johnny" Weir (Coatesville, Pensilvânia, 2 de julho de 1984) é um ex-patinador artístico americano, que competiu no individual masculino. Ele foi medalhista de bronze no Campeonato Mundial de 2008 e foi tricampeão do campeonato nacional americano. Weir disputou os Jogos Olímpicos de Inverno de 2006 e de 2010 terminando na quinta e sexta posições, respectivamente.

## Principais resultados
| Resultados                                                                             | Resultados    | Resultados    | Resultados       | Resultados       | Resultados        | Resultados        | Resultados        | Resultados        | Resultados        | Resultados    | Resultados    | Resultados    | Resultados    |
| Internacional                                                                          | Internacional | Internacional | Internacional    | Internacional    | Internacional     | Internacional     | Internacional     | Internacional     | Internacional     | Internacional | Internacional | Internacional | Internacional |
| Evento/Temporada                                                                       | 2001– 2002    | 2002– 2003    | 2003– 2004       | 2004– 2005       | 2005– 2006        | 2006– 2007        | 2007– 2008        | 2008– 2009        | 2009– 2010        |               | 2012– 2013    |               |               |
| -------------------------------------------------------------------------------------- | ------------- | ------------- | ---------------- | ---------------- | ----------------- | ----------------- | ----------------- | ----------------- | ----------------- | ------------- | ------------- | ------------- | ------------- |
| Jogos Olímpicos                                                                        |               |               |                  |                  | 5.º               |                   |                   |                   | 6.º               |               |               |               |               |
| Campeonato Mundial                                                                     |               |               | 5.º              | 4.º              | 7.º               | 8.º               | Medalha de bronze |                   |                   |               |               |               |               |
| Campeonato dos Quatro Continentes                                                      | 4.º           |               |                  |                  |                   |                   |                   |                   |                   |               |               |               |               |
| GP Grand Prix Final                                                                    |               |               |                  | WD               |                   | WD                | 4.º               | Medalha de bronze | Medalha de bronze |               |               |               |               |
| GP Cup of China                                                                        |               |               |                  |                  |                   |                   | Medalha de ouro   |                   |                   |               |               |               |               |
| GP Cup of Russia                                                                       |               | WD            |                  | Medalha de prata | Medalha de bronze | Medalha de prata  | Medalha de ouro   |                   | 4.º               | WD            |               |               |               |
| GP NHK Trophy                                                                          |               | WD            |                  | Medalha de ouro  |                   |                   |                   | Medalha de prata  | Medalha de prata  |               |               |               |               |
| GP Skate America                                                                       |               |               |                  |                  |                   |                   |                   | Medalha de prata  |                   |               |               |               |               |
| GP Skate Canada International                                                          | 7.º           |               |                  |                  | 7.º               | Medalha de bronze |                   |                   |                   |               |               |               |               |
| GP Trophée Éric Bompard                                                                | 4.º           |               |                  | Medalha de ouro  |                   |                   |                   |                   |                   | WD            |               |               |               |
| Finlandia Trophy                                                                       |               |               | Medalha de prata |                  |                   |                   |                   |                   |                   | 4.º           |               |               |               |
| Jogos da Boa Vontade                                                                   | 10.º          |               |                  |                  |                   |                   |                   |                   |                   |               |               |               |               |
| Nacional                                                                               |               |               |                  |                  |                   |                   |                   |                   |                   |               |               |               |               |
| Campeonato dos Estados Unidos                                                          | 5.º           | WD            | Medalha de ouro  | Medalha de ouro  | Medalha de ouro   | Medalha de bronze | Medalha de prata  | 5.º               | Medalha de bronze |               |               |               |               |
| Seccional Oriental                                                                     |               |               | Medalha de ouro  |                  |                   |                   |                   |                   |                   |               |               |               |               |
|                                                                                        |               |               |                  |                  |                   |                   |                   |                   |                   |               |               |               |               |
| Legenda: GP = Grand Prix; WD = Abandonou; Competição não foi disputada nesta temporada |               |               |                  |                  |                   |                   |                   |                   |                   |               |               |               |               |

### Até 2001
| Resultados                                                                     | Resultados             | Resultados             | Resultados             | Resultados             | Resultados             | Resultados             | Resultados             | Resultados             | Resultados             | Resultados             | Resultados             | Resultados             | Resultados             |
| Internacional – Júnior                                                         | Internacional – Júnior | Internacional – Júnior | Internacional – Júnior | Internacional – Júnior | Internacional – Júnior | Internacional – Júnior | Internacional – Júnior | Internacional – Júnior | Internacional – Júnior | Internacional – Júnior | Internacional – Júnior | Internacional – Júnior | Internacional – Júnior |
| Evento/Temporada                                                               | 1996– 1997             | 1997– 1998             | 1998– 1999             | 1999– 2000             | 2000– 2001             |                        |                        |                        |                        |                        |                        |                        |                        |
| ------------------------------------------------------------------------------ | ---------------------- | ---------------------- | ---------------------- | ---------------------- | ---------------------- | ---------------------- | ---------------------- | ---------------------- | ---------------------- | ---------------------- | ---------------------- | ---------------------- | ---------------------- |
| Campeonato Mundial Júnior                                                      |                        |                        |                        |                        | Medalha de ouro        |                        |                        |                        |                        |                        |                        |                        |                        |
| JGP JGP China                                                                  |                        |                        |                        |                        | Medalha de prata       |                        |                        |                        |                        |                        |                        |                        |                        |
| JGP JGP Eslováquia                                                             |                        |                        | Medalha de ouro        |                        |                        |                        |                        |                        |                        |                        |                        |                        |                        |
| JGP JGP França                                                                 |                        |                        |                        |                        | 6.º                    |                        |                        |                        |                        |                        |                        |                        |                        |
| JGP JGP Noruega                                                                |                        |                        |                        | Medalha de prata       |                        |                        |                        |                        |                        |                        |                        |                        |                        |
| JGP JGP República Tcheca                                                       |                        |                        |                        | 7.º                    |                        |                        |                        |                        |                        |                        |                        |                        |                        |
| Internacional – Noviço                                                         |                        |                        |                        |                        |                        |                        |                        |                        |                        |                        |                        |                        |                        |
| Triglav Trophy                                                                 |                        | Medalha de prata       |                        |                        |                        |                        |                        |                        |                        |                        |                        |                        |                        |
| Nacional                                                                       |                        |                        |                        |                        |                        |                        |                        |                        |                        |                        |                        |                        |                        |
| Campeonato dos Estados Unidos                                                  |                        |                        |                        |                        | 6.º                    |                        |                        |                        |                        |                        |                        |                        |                        |
| Camp. dos Estados Unidos – Júnior                                              |                        |                        | Medalha de peltre      | 5.º                    |                        |                        |                        |                        |                        |                        |                        |                        |                        |
| Camp. dos Estados Unidos – Noviço                                              |                        | Medalha de bronze      |                        |                        |                        |                        |                        |                        |                        |                        |                        |                        |                        |
| Camp. dos Estados Unidos – Juvenil                                             | Medalha de peltre      |                        |                        |                        |                        |                        |                        |                        |                        |                        |                        |                        |                        |
| Seccional Oriental                                                             |                        |                        |                        |                        | Medalha de ouro        |                        |                        |                        |                        |                        |                        |                        |                        |
| Seccional Oriental – Júnior                                                    |                        |                        | Medalha de ouro        | Medalha de ouro        |                        |                        |                        |                        |                        |                        |                        |                        |                        |
| Seccional Oriental – Noviço                                                    |                        | Medalha de ouro        |                        |                        |                        |                        |                        |                        |                        |                        |                        |                        |                        |
| Regional Atlântico Sul – Noviço                                                |                        | Medalha de ouro        |                        |                        |                        |                        |                        |                        |                        |                        |                        |                        |                        |
| Regional Atlântico Sul – Juvenil                                               | Medalha de ouro        |                        |                        |                        |                        |                        |                        |                        |                        |                        |                        |                        |                        |
| NACS Winnipeg – Noviço                                                         |                        |                        | Medalha de ouro        |                        |                        |                        |                        |                        |                        |                        |                        |                        |                        |
|                                                                                |                        |                        |                        |                        |                        |                        |                        |                        |                        |                        |                        |                        |                        |
| Legenda: JGP = Grand Prix Júnior; Competição não foi disputada nesta temporada |                        |                        |                        |                        |                        |                        |                        |                        |                        |                        |                        |                        |                        |